# VATSIM
VATSIM (Virtual Air Traffic Simulation Network) – organizacja non profit zarządzająca dedykowaną, ogólnoświatową, wirtualną, lotniczą siecią. Udostępnia ona oprogramowanie i materiały potrzebne do latania na programowych symulatorach lotu w wirtualnej przestrzeni powietrznej, z zastosowaniem procedur z realnego lotnictwa. Sieć pozwala również wcielić się w rolę wirtualnego kontrolera lotu (ATC) po przejściu odpowiednich szkoleń i zdaniu egzaminów. Jest uważana za największą sieć tego typu z ponad 400 000 zarejestrowanych użytkowników (stan na 09.03.2019), a w jednym momencie zalogowanych jest nawet do 1800 osób (kontrolerów i pilotów) na całym świecie wykonujących tysiące operacji lotniczych dziennie.

## Działanie
Komunikacja między pilotami i kontrolerami odbywa się przez użycie czatu głosowego lub tekstowego w pobranym wcześniej kliencie sieci. Celem jest zapewnienie symulacji jak najbardziej zbliżonej do realnego lotnictwa. Czasem również można spotkać się ze stwierdzeniem – as Real as it Gets – tak realnie, jak to tylko możliwe. Sprawiło to, że VATSIM stał się siecią, przyciągającą zarówno młodych pilotów, którzy chcieliby poćwiczyć na przykład komunikację z kontrolą ruchu lotniczego, jak i również starych wyjadaczy chcących rozerwać się w domowym zaciszu. Wydarzenia nadzwyczajne w grze nigdy nie są zaprogramowane, lecz są skutkiem wysiłku innych osób jak i błędu ludzkiego. Sieci pokroju VATSIM zostały opisane jako mogące zafundować ciekawe, lecz również specyficzne odczucia, lecz również mogą sprawiać dobre środowisko dla osób, które już są związane z lotnictwem realnym. 
Podobnie jak jest to zrobione w życiu prawdziwym, VATSIM jest podzielony na kilka geograficznie wyznaczonych organizacji, które mogą różnić się pod względem lokalnych procedur. Głównym podziałem jest rozdzielenie na 6 największych dywizji, z których każda dzieli się następnie na pomniejsze odpowiadające najczęściej państwom do nich należącym.
Główny podział dywizji:
- Afryka i Bliski Wschód,
- Azja,
- Europa,
- Ameryka Północna,
- Oceania,
- Ameryka Południowa.

## Organizacje działające

### Wirtualne Linie Lotnicze
W sieci działają również Wirtualne Linie Lotnicze, które działają tak samo jak te w rzeczywistości. Wykonują one codziennie loty krajowe i zagraniczne. Wszystkie wirtualne linie lotnicze mające certyfikat współpracy z VATSIM mają zezwolenia od realnych linii lotniczych na używanie ich loga i nazwy. Można znaleźć tam linie takie jak PLL LOT, British Airways czy American Airlines, jak i również fikcyjne nieistniejące w życiu realnym.

### Polska Dywizja w sieci
Aktualnie pieczę nad polskim niebem sprawuje dywizja o nazwie Polish VACC (Polish Virtual Area Control Center), która należy do Dywizji Europejskiej (VATSIM-EUR) Regionu Europejskiego (VATSIM Europe Region) organizacji VATSIM i ma wyłączność na organizowanie kontroli ruchu lotniczego w przestrzeni FIR Warszawa na serwerach VATSIM. Członkiem dywizji może zostać każda osoba fizyczna, zarejestrowana w VATSIM, która uzyskała pierwszy stopień przewidziany dla kontrolerów VATSIM (STUDENT) i nie jest członkiem innego VACC. Nie oznacza to jednak, że nie można latać w polskiej przestrzeni powietrznej – by wykonywać operacje w FIR Warszawa nie jest potrzebna przynależność do dywizji. 

## Oprogramowanie
Do połączenia się z siecią potrzebny jest odpowiedni program (klient), który można pobrać z oficjalnej strony sieci, a także jeden z symulatorów lotu kompatybilnych z siecią; oto ich lista:
- Microsoft Flight Simulator X,
- Microsoft Flight Simulator 2020,
- XPlane,
- Prepar3D (symulator wydany przez firmę Lockheed Martin, na podstawie niewspieranego już dłużej FSX Microsoftu).